# Godøytunnel
Der Godøytunnel (norwegisch Godøytunnelen) ist ein Verkehrstunnel in Norwegen. Der Unterseetunnel unterquert den Giskesundet und verbindet die norwegischen Inseln Godøya und Giske in der Fylke Møre og Romsdal miteinander. 
Der zweistreifige Straßentunnel ist 3844 Meter lang und hat seinen tiefsten Punkt 153 m unter dem Meeresspiegel. Durch den Tunnel führt der Fylkesvei 5957. Der Tunnel ist Teil der Festlandverbindung Vigrasambandet, über die fünf benachbarte Inseln mit der nächsten Stadt Ålesund verbunden sind.
Mit der Tunneleröffnung im Jahr 1989 wurde die Fährverbindung Ålesund–Giske–Godøy ersetzt.
Der Tunnel ist für Radfahrer gesperrt.